# قوة الغذاء
في السياسة الدولية، تُعد القوة الغذائية هي استخدام الزراعة كوسيلة للسيطرة السياسية،  عن طريقها تقوم دولة أو مجموعة من الدول بتقديم أو منع سلع من دولة أخرى أو مجموعة من الدول لكى تتمكن من التلاعب بسلوكها. وقد لوحظ أنه يمكن استخدامها كسلاح محتمل بعد استخدام أوبك في وقت سابق للنفط كسلاح سياسي. الطعام له تأثير كبير على التصرفات السياسية لأي أمة.  وكاستجابة لتأثير القوة الغذائية، فإن الدولة عادةً ما تتصرف لصالح مواطنيها، لتوفير الطعام.

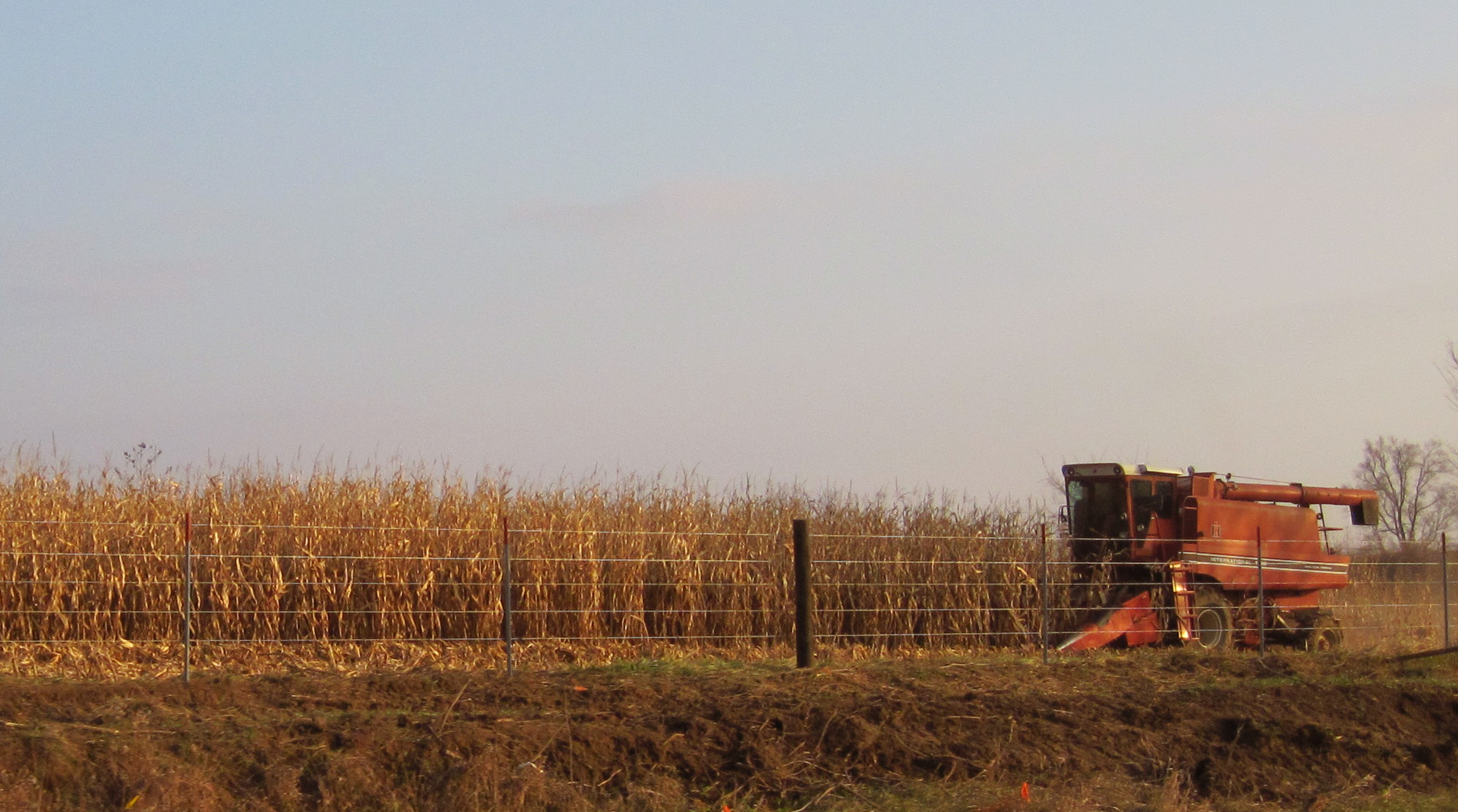
حصاد الذرة في آيوا ، الولايات المتحدة

القوة الغذائية هي جزء لا يتجزأ من سياسة الغذاء. تُستخدم فكرة القوة الغذائية في عمليات الحظر، والتوظيف، والسياسات الغذائية ولكي تتمكن دولة من استخدام سلطة الطعام بفاعلية يجب على الدولة أن تقدم وتعرض بفاعلية الاحتياج، وتركيز العرض، وتشتت الطلب، وتتصرف باستقلالية وفاعلية. الدول الأربع الرئيسية التي تقوم بتصدير ما يكفي من المنتجات الزراعية لتكون قادرة على ممارسة القوة الغذائية هي الولايات المتحدة، وكندا، وأستراليا، ونيوزيلندا. وعلى النطاق الأصغر، خاصةً في بعض الدول الأفريقية، تم استخدام القوة الغذائية كسلاح من قبل الأطراف المتنازعة في الحروب الداخلية والصراعات ضد شعبهم.

## الخلفية التاريخية
هناك أربع دول في العالم تقوم بتصدير ما يكفي من المنتجات الزراعية لممارسة هذه القوة الافتراضية للغذاء: الولايات المتحدة، وكندا، وأستراليا، ونيوزيلندا. وقد تضطر الدول المستوردة للأغذية، التي تضطر إلى الاعتماد على هذه الدول في أوقات النقص، إلى مواجهة أزمات غذائية إذا ما احتُجِزت الإمدادات اللازمة. إلا أن الزعماء السياسيين في البلدان المستوردة للأغذية قد أعربوا عن شكوكهم بشأن تبعيتهم  لهذه الدول. فإنه عموما لا تحجب الدول المصدرة الغذاء، حيث أن المنتجين الزراعيين في هذه الدول يضغطون على حكوماتهم للاستمرار في التصدير.

## السياسة

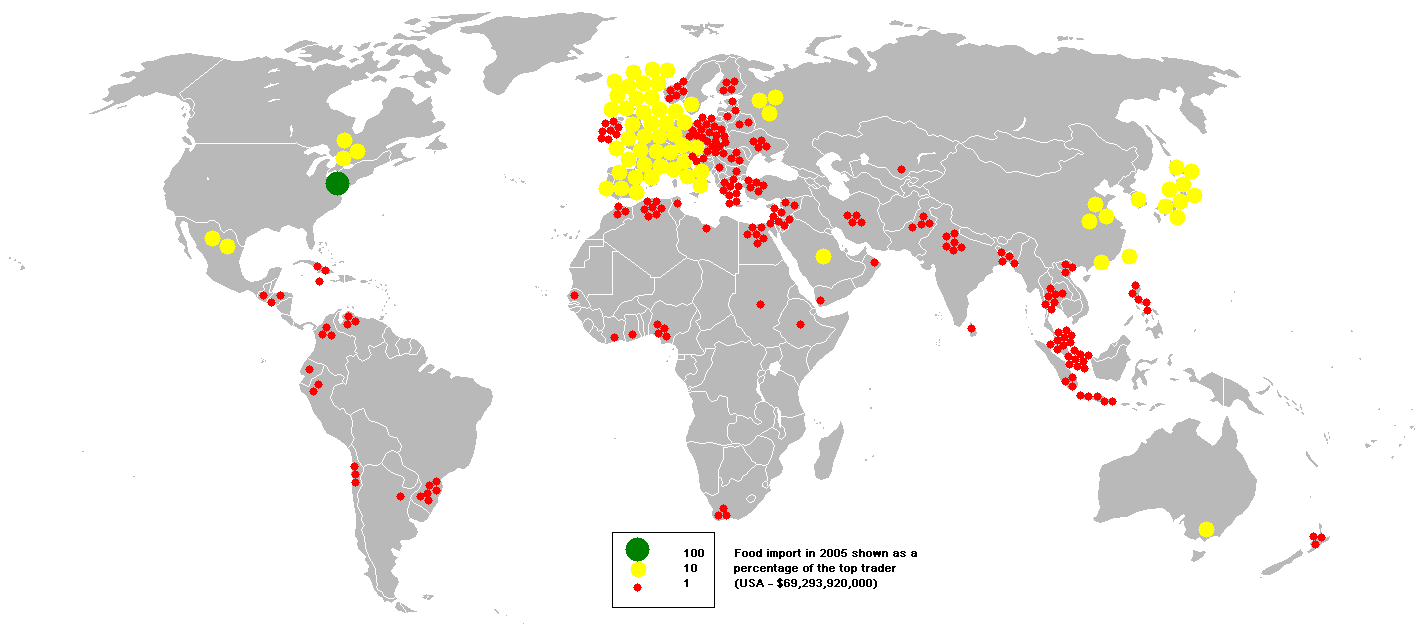
الواردات الغذائية في عام 2005

السياسات الغذائية هي الجوانب السياسية للإنتاج، والرقابة، والتنظيم، والتفتيش، وتوزيع الأغذية. يمكن أن تتأثر السياسة بالنزاعات الأخلاقية، والثقافية، والطبية، والبيئية المتعلقة بالزراعة، والأساليب واللوائح الزراعية والتجارية المناسبة. حيث أن القوة الغذائية هي جزء لا يتجزأ من سياسة الغذاء.
" الطعام سلاح "، هكذا صرح إيرل بوتز وزير الزراعة بالولايات المتحدة الأمريكية، عام 1974. طرح استخدام أوبك للنفط كسلاح سياسي إمكانية استخدام  أمريكا للطعام كأداة ضد الدول الأخرى وأيضًا في صالح خدمة المصالح الأمريكية. وهناك أيضًا استخدامات بديلة لقوة الغذاء. حيث يمكن للمستورد رفض مواصلة الاستيراد ما لم يتم تقديم تنازلات سياسية. وهذا من شأنه أن يكون له نفس الآثار في حالة رفض المصدر التصدير. مثال على ذلك التخفيض الأمريكي لحصة السكر الكوبية. وبعبارة بسيطة فإن تركيز الطلب (أحد المستوردين هو المشتري المهيمن) وتشتت الطلب (العديد من المصدرين يتنافسون لبيع نفس المنتج) ويمكن للمستورد أن يحاول استخدام هذا التبادل لصالحه سياسيًا، ويكون هذا فعالًا بشكل خاص إذا كان لدي المصدر القليل المتبقي  لذلك التصدير (عمل ذو استقلالية منخفضة).

### القوة الغذائية والأمن الغذائي
الأمن الغذائي وقوة الغذاء ليسا نفس الشيء،  مع ذلك فإنهم على الأغلب مرتبطين بصورة مباشرة. الأمن الغذائي هو عندما يكون لدى جميع سكان المنطقة في جميع الأوقات ما يكفي من الطعام لحياة نشيطة، وصحية. ترتبط القوة الغذائية عندما تأخذ حكومة، أو شركة، أو زعيم، أو دولة ..إلخ هذا الأمن بعيدا لتحصل على شئ في المقابل. توظف العديد من الدول استغلال القوة الغذائية لتهديد الأمن الغذائي لدولة أخرى. ترتبط رفاهية الدولة بشكل مباشر مع رفاهية شعبها، وبناءً على ذلك فإن كل دولة تريد الحصول على غذاء ملائم لمواطنيها. ومع ذلك، فإن هذا المسعي يمكن استخدامه بسهولة كنفوذ في سياسة الغذاء، مما يدل على القوة الغذائية.

### القوة الغذائية والحظر

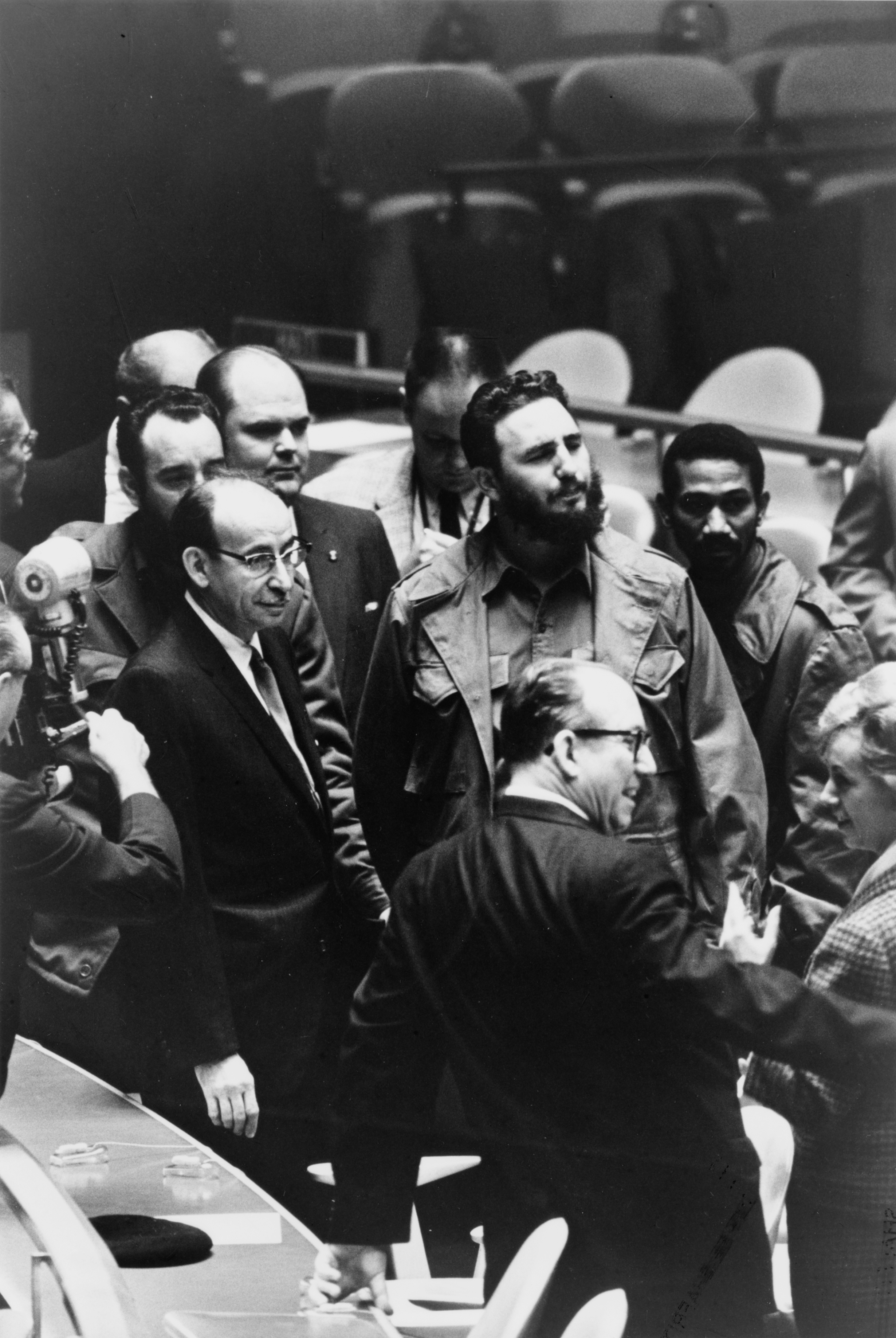
فيدل كاسترو في اجتماع للجمعية العامة للأمم المتحدة

الحظر ليس هو نفسه القوة الغذائية، ومع ذلك فإن قوة الطعام من الممكن استخدامها في عملية الحظر. في الواقع عادة ما يفشل الحظر الذي لا يشتمل على الغذاء في قائمة المواد المحظورة. وعلى سبيل المثال، في 20 من أغسطس 1914، بدأت قوات الحلفاء فرض حظر على المواد المهمة التي يتم شحنها لألمانيا. وعلى الرغم من ذلك لم يكن الحظر كاملًا، أو فعالًا حتي تم إضافة الطعام إلى قائمة المواد المحظورة. الطعام له قوة حقيقية. بعدما تم إضافة الطعام بدأ الحظر في زعزعة اقتصاد ألمانيا لأنهم كانوا يعتمدون على الواردات في مجال الأغذية. ولأن قوات الحلفاء استخدمت قوة الغذاء في الحظر، اضطرت ألمانيا إلى اللجوء إلى تدابير يائسة وفشلت في النهاية رغم ذلك.
في أوائل الثمانينات، فرضت الولايات المتحدة حظرا على الحبوب ضد الاتحاد السوفيتي. بحيث كانت هذه محاولة من الولايات المتحدة لاستخدام القوة الغذائية، وعلى الرغم من ذلك لم يتم تأكيدها. وبالتالي استورد السوفييت الحبوب من موردين مختلفين، مما أدى إلى زيادة واردات الحبوب خلال هذه الفترة، ولكن بتكلفة أعلى. وقد فرض مجلس الأمن في عام 1990 حظر جديد غير ناجح في محاولة لاستغلال قوة الغذاء على العراق.
ومثال أخر على الحظر هو الحصار الذي فرضته الولايات المتحدة ضد كوبا، والذي لا يزال جاريًا إلى الآن. وبسبب تدهور الوضع وصحة الشعب الكوبي، كان الحظر خاضعًا لاحتجاجات كثيرة.

## الاستخدام

### الشروط الأساسية
يمكن استخدام القوة الغذائية بفاعلية فقط في حالة تطبيق شروط هيكلية معينة:
1.الندرة: إذا كان الطلب مرتفعًا والعرض محدود فإن قيمة السلعة المُقدمة تزداد. يعكس السعر عادةً إمكانية استخدام السلع كسلاح. حيث أنه يشير إلى الأهمية المتعلقة بها. مثال: إذا كان المستهلك مستعدًا لدفع سعر مرتفع مقابل الشروط المالية، فقد يكون مستعدًا أيضًا لدفع ثمن باهظ للامتيازات السياسية.
2.تركيز التوريد : يجب أن يكون العرض في أيدي عدد قليل من المنتجين/البائعين، لأن ذلك يجعل من المنافسة المحدودة، أو إصلاحات الأسعار، أو احتمال الاحتكار ممكنة.
3.تشتت الطلب: يسمح للبائعين باللعب ضد المستهلكين - بعضهم ضد بعض - أو زيادة الأسعار أو وضع شروط.  وهذا يخدم استخدام السلع الاقتصادية للغذاء كسلاح.
4.استقلالية العمل: لضمان قدرة البائع / المنتج على التحكم بشكل كبير في أصوله الخاصة بفاعلية. يجب أن يكون كلًا من البائع / المنتج قادرًا على التحكم في عملية الإنتاج، ربما من خلال الرقابة الحكومية على الشركات التي تقوم بالإنتاج، أو ينبغي أن يكون لديه إمكانية الوصول إلى وسائل في الأبعاد الأخرى لضمان قدرته على الحفاظ أو بسط سيطرته على أصوله.
يجب أن تكون الشروط الأربعة المذكورة أعلاه موجودة في آن واحد من أجل تحويل الأصول الاقتصادية للطعام إلى أداة سياسية. وهذا لا يعني بالضرورة أنه سيتم استخدام الأصل كلما توافرت الشروط الأربعة الموجودة أعلاه. لن يُنظر في هذا القرار إلا أذا كانت هناك شروط أخرى، على سبيل المثال: طبيعة النزاع ووجود حكم معين، وأهداف، ووسائل بديلة، والحكم على المنفعة.

### التوظيف كسلاح اقتصادي
هناك العديد من الاستخدامات لتوظيف الأسلحة الاقتصادية ضد دولة وأخرى. هناك استخدام واحد لتوظيف الأسلحة الاقتصادية يتعلق بمساومة البائع / المشتري على شروط عقد العمل. وهذا يتضمن السعر، والنقل، والجدول الزمني للإيداع والدفع ..إلخ . وعلى الرغم من أن هذا مثال على التطبيق الناجح للقوة الغذائية، إلا أنه ليس هدفًا سياسيًا. بحيث يوجد استخدام أخر يتعلق بالأهداف الاقتصادية غير أولئك المتعلقين بالتعاملات التجارية للبضائع، وهي السياسة الاقتصادية العامة للمشتري. والتي تتمثل في ميزان المدفوعات، والمشاكل العامة، مثل: التضخم أو الضرائب، وحيازة الأراضي. ما يميز هذا عن الأول أنه لا يوجد رابط بين الشروط الموضوعة ونقل المنتج. بحيث تشير الشروط إلى المجال الاقتصادي للحياة. الاستخدام السياسي سيكون واحدًا بحيث يرتبط بالسياسات الخارجية وسياسات الدفاع للمشتري. ويعتقد الكثيرون وجود عتبة أخلاقية بين الاقتصاد والسياسة، مما يجعل استخدام الوسائل الاقتصادية لتحقيق منافع سياسية موضع تساؤل. أمثلة على استخدام الأسلحة الاقتصادية لأغراض سياسية هي المقاطعة ضد دول معينة وكذلك شراء الأصوات في الأمم المتحدة. وهناك هدف رابع يتعلق بالافتراض الأساسي للفئة الثالثة: الحكومات لم تعد تقبل بعضها البعض باعتبارها شرعية . لم يعد يُنظر إلى الأهداف الاقتصادية كوسيلة للتأثير على حكومة الخصم، بل كتحفيز للمعارضة، وتحقيق الإطاحة بالحكومة، أو جعلها تستسلم.

### الولايات المتحدة

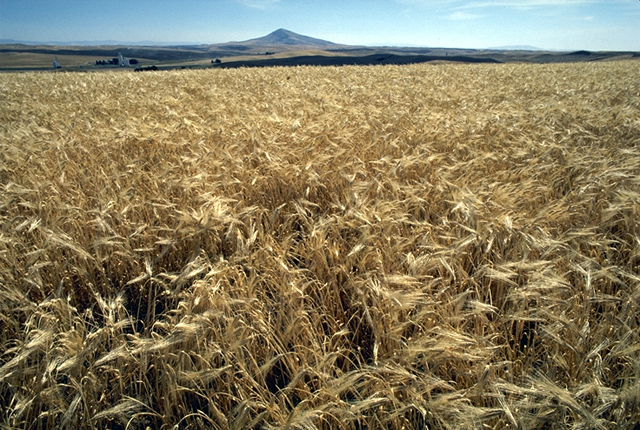
الشعير هو محصول رئيسي للعلف الحيواني.

خلال الوقت الذي كانت فيه الولايات المتحدة هي الأكثر هيمنة في جميع المجالات مثل المجالات العسكرية، والطاقة، والصادرات..إلخ، لم يفكر أحد في استغلال القوة الغذائية. ومع ذلك، بما أن بعض هذه القوى تضاءلت منذ ذلك الحين، ظهرت القوة الغذائية على الساحة. في مجال الغذاء، لازالت الولايات المتحدة في القمة، دون منازع. تتمتع الولايات المتحدة بكونها أكبر منتج ومصدر للغذاء. بينما بدأت دول أخرى، أغلبها دول نامية، ولكن أيضًا بعض أغنى الدول المصدرة للنفط، تعاني من نقص الطعام وأصبحت تعتمد أكثر فأكثر على الطعام المستورد من الولايات المتحدة، مما يزيد من سلطتها أكثر فأكثر. وهذا يسمح للولايات المتحدة أن تتوقع سلوكًا وديًا من قبل الدول التي تستورد الطعام الأمريكي. ومن المرجح أيضًا أن الولايات المتحدة لها نوع من التأثير على هذه الدول. حتى أن أفقر دول الأوبك أصبحت معتمدة على القمح الأمريكي. لذلك، هناك احتمال أن الولايات المتحدة من الممكن ان تمنع صادراتها الغذائية لأغراض سياسية. يمكن أن تستخدم الولايات المتحدة هذه القوة الغذائية كوسيلة لممارسة الضغط على دول الأوبك. ستكون قوة الغذاء أكثر فاعلية في أوقات نقص الغذاء أو المجاعة، لأن هذا هو الوقت الذي تكون فيه تلك الدول التي لديها بعض الاعتماد على الولايات المتحدة أكثر بؤسًا .
تستخدم الولايات المتحدة قوتها الاقتصادية في كثير من الأحيان لمعاقبة دول أخرى. إحدى هذه الطرق بقيامها بالامتناع عن تصدير الطعام. وتتنوع أسباب قيامها بمعاقبة بلد أخر، ومع ذلك يمكن تقسيمها إلى مجموعتين رئيسيتين: هدف الاحتواء الخارجي وتنمية السوق / الأهداف الإنسانية. يميل هدف الاحتواء الأجنبي إلى معاقبة الدول التي تهدد الولايات المتحدة. مثال على ذلك، تهديد الدول التي تخضع لأشكال أخرى من الحكم. ومزيد من الامثلة التي ترتبط بهدف الاحتواء عدم مساعدة الدول الشيوعية، والحكومات الاشتراكية، الدول التي تدعم الأنظمة الراديكالية، والأنظمة ذات الديمقراطية غير الملائمة التي تعد ضعيفة جدًا لمواجهة الشيوعية (بصورة فعالة)، والدول التي لن تقبل الاتفاقيات الأمريكية. مثال على تطوير السوق والأهداف الإنسانية يقع ضمن فئة الدول التي تحاول التنافس مع الولايات المتحدة اقتصاديًا. ستنفذ الولايات المتحدة عقوبات المعونة الأجنبية ضد الدول التي تحاول تأميم ممتلكات شركات أمريكية، والدول التي ترغب في تولي مهام شركات أمريكية، والدول التي تحاول إطلاق سياسات اقتصادية وطنية.
عدلت الولايات المتحدة موقفها منذ السبعينات، عندما أصدرت وزارة الخارجية الأمريكية ووكالة الاستخبارات المركزية تقارير تستكشف إمكانيات حظر الغذاء. أزال مشروع قانون الكونغرس HR 5426، قانون إصلاح العقوبات التجارية وتعزيز الصادرات لعام 2000، عقوبات التصدير الزراعية المطبقة على ليبيا، والسودان، وكوريا الشمالية (ظلت التجارة الزراعية مع كوبا تحت بعض القيود) واستخدم الكونغرس حق النقض (الفيتو) ضد الإجراءات الرئاسية الأحادية في ما يتعلق بهذا الشأن.

### أفريقيا
تختلف السياسات الغذائية في أفريقيا عنها في أمريكا الشمالية وأوروبا حيث أن القوة الغذائية تُستخدم في حيز ضيق في أفريقيا، لاسيما في السودان. يقول بعض الخبراء أن حالات المجاعة، وانعدام الأمن الغذائي في أفريقيا ترجع إلى النتائج المُتضاربة لإنتاج الغذاء وتراجع التفاعل بين النمو السكاني والاستدامة البيئية. ولكن عند النظر بتمعن، يتضح أن الطبيعة ليست هي العامل الوحيد المحفز في العديد من قضايا انعدام الأمن الغذائي في أفريقيا.

#### السودان

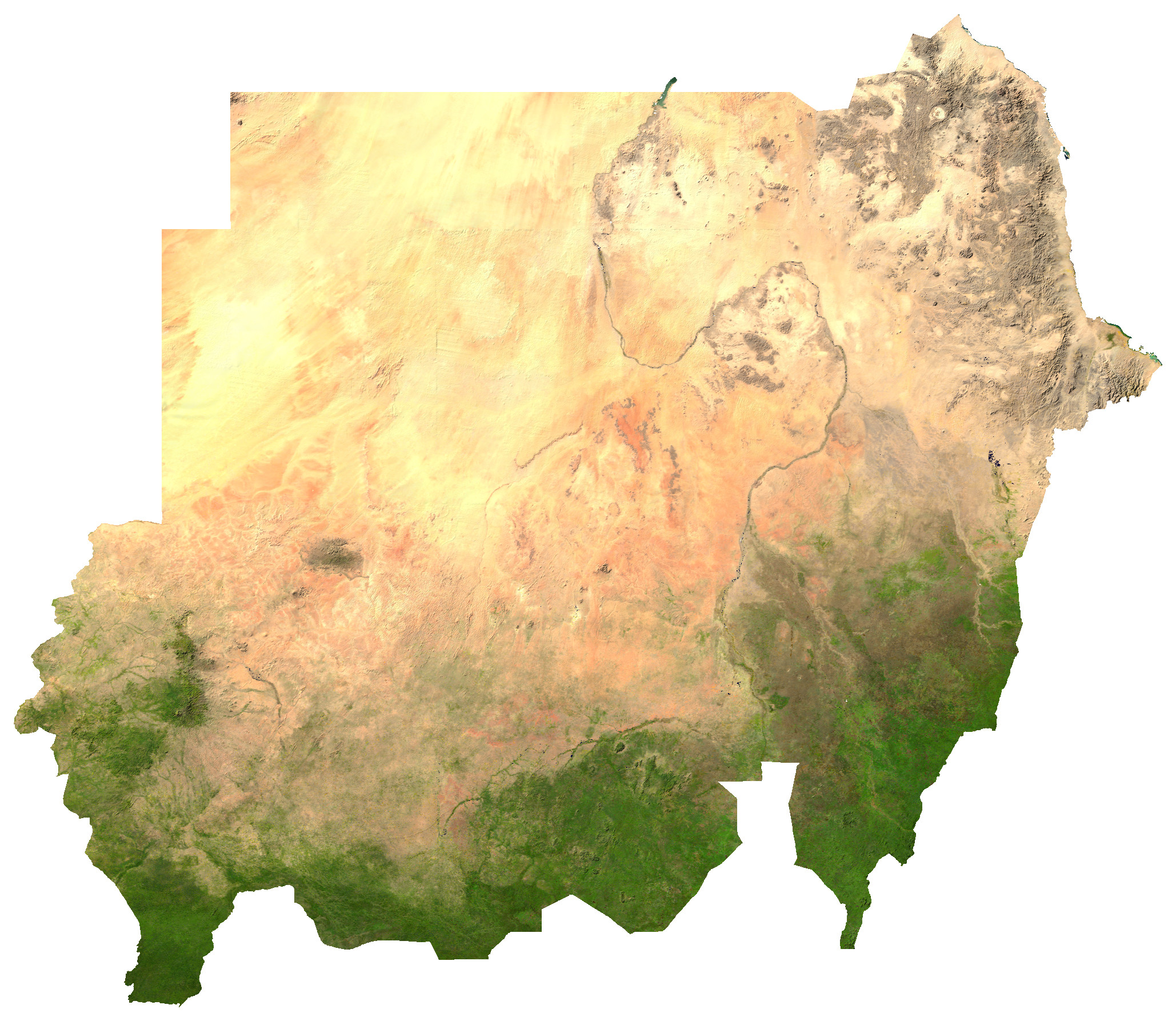
صورة للسودان بالقمر الصناعى

تتشكل المجاعة بشكل عام في نظريتين. الأولى هي نظرية انخفاض مدى إتاحة الغذاء. ويُعد هذا نتيجة للجفاف، أو الحرب، أو تغيير جذري في النظام الزراعي. حيث أن هذا هو السبب الطبيعي للمجاعة. وتتناول النظرية الأخرى في المقام الأول قدرة السكان على الوصول إلى الغذاء أو الحصول عليه. وفي هذه الحالة فإن القوة الغذائية يتم استخدامها في حيز ضيق، حيث تتنافس القوى السياسية المتعارضة في السودان على أصوات الناس عن طريق التحريض على المجاعة أو تشجيعها.
على سبيل المثال، المجاعة السودانية في الثمانينات كانت مُتعَمَدة بشكل كامل، وكانت بيدقًا لمجموعة متنوعة من النخبة المختلفة لتحسين أوضاعها السياسية والاقتصادية. وعلى الرغم من هذا هذه الأحزاب السياسية لم تكن المستفيدة الوحيدة. كان التجار معروفين أيضًا بتخزين الحبوب وشراء الماشية بأسعار منخفضة بشكل غير مناسب عندما غيرت المجاعة شروط التبادل التجاري. وُصف التجار السودانيون الغربيون خلال مجاعة عام 1987 بأنهم بلا قلب لأنهم رفضوا بيع الحبوب للقرى المحتاجة في دارفور بأسعار معقولة. ومن ثم، فإن المجاعة السودانية كانت مثالًا أخرًا لقوة الغذاء التي كان يستخدم فيها الغذاء كسياسة، والتي تجاهلت تمامًا احتياجات الناس، وعززت النوايا السياسية المتعطشة للسلطة من القوى المتضادة المتحاربة في البلاد.
كانت المجاعة في السودان عام 1998 كارثة انسانية نتجت بشكل أساسي نتيجة لانتهاكات حقوق الإنسان، فضلًا عن الجفاف وفشل المجتمع الدولي في الاستجابة لمخاطر المجاعة بسرعة كافية. وكانت المنطقة الأكثر تضررًا هي بحر الغزال في جنوب غرب السودان . حيث مات في هذه المنطقة أكثر من 70,000 شخص خلال المجاعة.